# Еглізау
Еглізау (нім. Eglisau) — місто  в Швейцарії в кантоні Цюрих, округ Бюлах.

## Географія
Місто розташоване на відстані близько 110 км на північний схід від Берна, 23 км на північ від Цюриха.
Еглізау має площу 9,1 км², з яких на 17,4% дозволяється будівництво (житлове та будівництво доріг), 34,1% використовуються в сільськогосподарських цілях, 41,3% зайнято лісами, 7,3% не є продуктивними (річки, льодовики або гори).

## Демографія
2019 року в місті мешкало 5339 осіб (+26,6% порівняно з 2010 роком), іноземців було 24,1%. Густота населення становила 589 осіб/км².
За віковим діапазоном населення розподілялося таким чином: 22,2% — особи молодші 20 років, 60,6% — особи у віці 20—64 років, 17,2% — особи у віці 65 років та старші. Було 2211 помешкань (у середньому 2,4 особи в помешканні).
Із загальної кількості 1536 працюючих 69 було зайнятих в первинному секторі, 380 — в обробній промисловості, 1087 — в галузі послуг.